# Pygoscelis
Pygoscelis – rodzaj ptaków z rodziny pingwinów (Spheniscidae).

## Zasięg występowania
Rodzaj obejmuje gatunki występujące na wyspach i wodach Subantarktyki i Oceanu Południowego oraz na wybrzeżach Antarktydy.

## Morfologia
Długość ciała 68–81 cm; masa ciała 3,2–8,5 kg.

## Systematyka

### Etymologia
- Pygoscelis (Pygoscelys, Pygosceles): gr. πυγη pugē „kuper”; σκελος skelos „noga”[10].
- Dasyrhamphus (Dasyrhamphus): gr. δασυς dasus „owłosiony, kudłaty”; ραμφος rhamphos „dziób”[11]. Gatunek typowy: Catarrhactes adeliae Hombron & Jacquinot, 1841.
- Dasycelis: zbitka wyrazowa nazw rodzajów Dasyrhamphus Reichenbach, 1850 i Pygoscelis Wagler, 1832[12]. Gatunek typowy: Aptenodytes antarctica J.F. Forster, 1781.
- Pucheramphus: Jacques Pucheran (1817–1894), francuski zoolog i podróżnik; rodzaj Dasyramphus Hombron & Jacquinot, 1853[13]. Gatunek typowy: Catarrhactes adeliae Hombron & Jacquinot, 1841.

### Podział systematyczny
Do rodzaju należą następujące gatunki:
- Pygoscelis adeliae (Hombron & Jacquinot, 1841) – pingwin białooki
- Pygoscelis papua (J.R. Forster, 1781) – pingwin białobrewy
- Pygoscelis antarcticus (J.R. Forster, 1781) – pingwin maskowy